# 恋一夜
「恋一夜」（こいひとよ）は、工藤静香の通算6枚目のシングル。1988年12月28日にポニーキャニオンから発売された。

## 背景
発売告知当初、タイトルは「夢一夜」とされていた。
表題曲は、箱根彫刻の森美術館のイメージソングに使用された。また当時、フジテレビで20時55分前後に放送していた『明日の天気』で、箱根彫刻の森美術館内の映像のバックに同曲のインストゥルメンタルバージョンが使用されていた。
2007年発売のソロデビュー20周年記念アルバム『Shizuka Kudo 20th Anniversary the Best』には、シングルバージョンのほかに「恋一夜 (2007 classical version)」というアレンジ曲が収録された。

## テレビ番組の披露
昨年に引き続き、『第40回NHK紅白歌合戦』に2年連続で出場した。当日は風邪を引き、発熱をおしての歌唱披露だったという。

## リリース
1988年12月28日にポニーキャニオンから、EPレコード・CT・8cmCDの3形態で発売された。

## チャート成績
オリコンチャートにおいては、1989年1月8日に元号が昭和から平成となってから最初の週間ランキングである1989年1月23日付で1位を獲得し、本作が平成時代初の1位獲得曲となった。

## 収録曲
- 全作詞: 松井五郎／作曲・編曲: 後藤次利

1. 恋一夜
2. Non-Stop

## 収録アルバム
- 恋一夜
  - JOY（3rd アルバム）
  - HARVEST
  - unlimited
  - intimate
  - Super Best
  - Best of Ballade カレント
  - ミレニアム・ベスト
  - Shizuka Kudo 20th Anniversary the Best
- 恋一夜 （2007 classical version）
  - Shizuka Kudo 20th Anniversary the Best
- Non-Stop
  - HARVEST
  - 20th Anniversary B-side collection

## カヴァー
| アーティスト      | 収録作品   | 発売日        | 規格品番                            | 備考 |
| ----------------- | ---------- | ------------- | ----------------------------------- | ---- |
| Acid Black Cherry | 『冬の幻』 | 2008年1月16日 | AVCD-32097/B（CD+DVD）              |      |
| Acid Black Cherry | 『冬の幻』 | 2008年1月16日 | AVCD-32098（CD）                    |      |
| 後藤真希          | 『Gloria』 | 2011年1月12日 | AVCD-38203/B（CD+DVD）              |      |
| 後藤真希          | 『Gloria』 | 2011年1月12日 | AVCD-38204（CD）                    |      |
| 後藤真希          | 『Gloria』 | 2011年1月12日 | AVC1-38205/B（ドン.キホーテ限定盤） |      |